# Llista de monuments de Castellterçol
Llista de monuments de Castellterçol inclosos en l'Inventari del Patrimoni Arquitectònic Català per al municipi de Castellterçol (Moianès). Inclou els inscrits en el Registre de Béns Culturals d'Interès Nacional (BCIN) amb la classificació de monuments històrics i els Béns Culturals d'Interès Local (BCIL) de caràcter arquitectònic.
| Monument                                                                      | Protecció     | Estil/època                            | Localització                                                   | Coordenades                                          | Codi?         | Imatge |
| ----------------------------------------------------------------------------- | ------------- | -------------------------------------- | -------------------------------------------------------------- | ---------------------------------------------------- | ------------- | --- |
| Casa Prat de la Riba, o Can Padrós                                            | BCIN 99-MH-EN | Obra popular XVIII                     | Castellterçol Pl. de Prat de la Riba, 7                        | 41° 45′ 05″ N, 2° 07′ 10″ E / 41.751494°N,2.119446°E | RI-51-0005097 | Casa Prat de la Riba (Castellterçol) · Vegeu més fotos d'aquest monument · Carregueu una nova foto d'aquest monument                                   |
| Castell de Castellterçol, o Castell de Sant Miquel                            | BCIN 665-MH   | Romànic, gòtic XI, XIII, XVI           | Castellterçol                                                  | 41° 44′ 42″ N, 2° 07′ 13″ E / 41.745003°N,2.120283°E | RI-51-0005366 | Castell de Castellterçol · Vegeu més fotos d'aquest monument · Carregueu una nova foto d'aquest monument                                               |
| Escut dels Taiadella al Palau dels Marquesos d'Alòs                           | BCIN 3882-MH  | Barroc XVII                            | Castellterçol C. de Barcelona, 2                               | 41° 45′ 07″ N, 2° 07′ 16″ E / 41.752043°N,2.121029°E | IPA-31750     | Escut dels Taiadella al Palau dels Marquesos d'Alòs (Castellterçol) · Vegeu més fotos d'aquest monument · Carregueu una nova foto d'aquest monument    |
| Escut de la capella de Sant Gaietà                                            | BCIN 3901-MH  | Obra popular XVII                      | Castellterçol                                                  | 41° 45′ 54″ N, 2° 06′ 44″ E / 41.765089°N,2.112225°E | IPA-28683     | Escut de la capella de Sant Gaietà (Castellterçol) · Modifica el valor a Wikidata · Carregueu una nova foto d'aquest monument                          |
| Església de Sant Fruitós                                                      |               | Barroc XVII                            | Castellterçol Pl. de l'Església, 2                             | 41° 45′ 06″ N, 2° 07′ 15″ E / 41.751727°N,2.120876°E | IPA-28678     | Església de Sant Fruitós (Castellterçol) · Vegeu més fotos d'aquest monument · Carregueu una nova foto d'aquest monument                               |
| Capella de Sant Llogari, o Sant Llogari de la Sala                            |               | Obra popular XVIII, XII                | Castellterçol Annex al mas de la Sala                          | 41° 45′ 19″ N, 2° 03′ 16″ E / 41.755359°N,2.054309°E | IPA-28679     | Capella de Sant Llogari (Castellterçol) · Vegeu més fotos d'aquest monument · Carregueu una nova foto d'aquest monument                                |
| Església de Sant Julià d'Úixols                                               |               | Obra popular, romànic X, XVIII         | Castellterçol Dalt d'una serra a la part meridional del poble  | 41° 43′ 28″ N, 2° 06′ 47″ E / 41.724431°N,2.113157°E | IPA-28681     | Església de Sant Julià d'Úixols (Castellterçol) · Vegeu més fotos d'aquest monument · Carregueu una nova foto d'aquest monument                        |
| Convent de les Carmelites, antic hospital, actual Residència Josep Brugarolas |               | Neoclassicisme XIX                     | Castellterçol Pl. de Brugueroles - ctra. Granera, 41-43        | 41° 44′ 58″ N, 2° 07′ 14″ E / 41.749509°N,2.120642°E | IPA-28684     | Convent de les Carmelites (Castellterçol) · Vegeu més fotos d'aquest monument · Carregueu una nova foto d'aquest monument                              |
| Casa Nubiola, o Casa Tin                                                      |               | Modernisme XIX, XX                     | Castellterçol C. de Quadró, 47                                 | 41° 45′ 02″ N, 2° 07′ 02″ E / 41.750510°N,2.117225°E | IPA-28685     | Casa Nubiola (Castellterçol) · Vegeu més fotos d'aquest monument · Carregueu una nova foto d'aquest monument                                           |
| La Noguera                                                                    |               | Obra popular XVI, XVII                 | Castellterçol                                                  | 41° 44′ 19″ N, 2° 07′ 58″ E / 41.738621°N,2.132648°E | IPA-28686     | La Noguera (Castellterçol) · Vegeu més fotos d'aquest monument · Carregueu una nova foto d'aquest monument                                             |
| Capella de Sant Francesc                                                      |               | Historicisme XIX                       | Castellterçol Pl. de Sant Francesc, 4                          | 41° 45′ 00″ N, 2° 07′ 01″ E / 41.750129°N,2.116833°E | IPA-28687     | Capella de Sant Francesc (Castellterçol) · Vegeu més fotos d'aquest monument · Carregueu una nova foto d'aquest monument                               |
| Cases d'en Canuto, o Can Cambó                                                |               | Modernisme XX                          | Castellterçol C. Barcelona, 58-60 i 62-64                      | 41° 45′ 01″ N, 2° 07′ 22″ E / 41.750300°N,2.122784°E | IPA-28688     | Cases d'en Canuto (Castellterçol) · Vegeu més fotos d'aquest monument · Carregueu una nova foto d'aquest monument                                      |
| Monument a Cebrià Calvet, Canuto                                              |               | Noucentisme XX Inici                   | Castellterçol C. Calvet, 10 - c. Sant Roc                      | 41° 45′ 01″ N, 2° 07′ 27″ E / 41.750346°N,2.124047°E | IPA-28689     | Monument a Cebrià Calvet (Castellterçol) · Vegeu més fotos d'aquest monument · Carregueu una nova foto d'aquest monument                               |
| Palau dels Marquesos d'Alòs, o Taiadella, Can Dou                             |               | Barroc XVII                            | Castellterçol C. de Barcelona, 2                               | 41° 45′ 07″ N, 2° 07′ 16″ E / 41.752043°N,2.121029°E | IPA-28690     | Palau dels Marquesos d'Alòs (Castellterçol) · Vegeu més fotos d'aquest monument · Carregueu una nova foto d'aquest monument                            |
| Masia la Ginebreda                                                            |               | Obra popular XVII                      | Castellterçol Al nord de Castellterçol                         | 41° 45′ 55″ N, 2° 06′ 34″ E / 41.765285°N,2.109575°E | IPA-28691     | Masia la Ginebreda (Castellterçol) · Modifica el valor a Wikidata · Carregueu una nova foto d'aquest monument                                          |
| Capella de Sant Gaietà al Mas de la Ginebreda                                 |               | Obra popular XIX                       | Castellterçol Al nord de Castellterçol                         | 41° 45′ 54″ N, 2° 06′ 44″ E / 41.765089°N,2.112225°E | IPA-28692     | Carregueu una nova foto d'aquest monument |
| Masia la Serradora                                                            |               | Obra popular XVI                       | Castellterçol Al nord-est de Castellterçol                     | 41° 46′ 20″ N, 2° 07′ 26″ E / 41.772096°N,2.123811°E | IPA-28693     | Carregueu una nova foto d'aquest monument |
| La Sala                                                                       |               | Obra popular XVII                      | Castellterçol Al nord de Granera                               | 41° 45′ 18″ N, 2° 03′ 15″ E / 41.755088°N,2.054193°E | IPA-28694     | La Sala (Castellterçol) · Vegeu més fotos d'aquest monument · Carregueu una nova foto d'aquest monument                                                |
| Mas Oller                                                                     |               | Obra popular XVI, XX, XVIII            | Castellterçol Al nord de Castellterçol                         | 41° 45′ 35″ N, 2° 06′ 53″ E / 41.759705°N,2.114801°E | IPA-28695     | Carregueu una nova foto d'aquest monument |
| L'Horta                                                                       |               | Obra popular XVIII                     | Castellterçol Ctra. Moià, km 29, a 300 m                       | 41° 44′ 44″ N, 2° 07′ 49″ E / 41.745422°N,2.130379°E | IPA-28698     | Carregueu una nova foto d'aquest monument |
| Font                                                                          |               | Obra popular XIX                       | Castellterçol C. Cebrià Calvet, 2-8                            | 41° 45′ 01″ N, 2° 07′ 26″ E / 41.750273°N,2.123951°E | IPA-28699     | Font (Castellterçol) · Vegeu més fotos d'aquest monument · Carregueu una nova foto d'aquest monument                                                   |
| Carrer de Baix                                                                |               | Obra popular XVII                      | Castellterçol C. de Baix                                       | 41° 45′ 07″ N, 2° 07′ 11″ E / 41.751924°N,2.119827°E | IPA-28700     | Carrer de Baix (Castellterçol) · Vegeu més fotos d'aquest monument · Carregueu una nova foto d'aquest monument                                         |
| Carrer de Sant Llogari                                                        |               | Obra popular XVII-XVIII                | Castellterçol C. de Sant Llogari                               | 41° 45′ 01″ N, 2° 06′ 58″ E / 41.750175°N,2.116169°E | IPA-28701     | Carrer de Sant Llogari (Castellterçol) · Vegeu més fotos d'aquest monument · Carregueu una nova foto d'aquest monument                                 |
| Plaça Prat de la Riba                                                         |               | Obra popular XVII                      | Castellterçol Pl. Prat de la Riba                              | 41° 45′ 05″ N, 2° 07′ 11″ E / 41.751252°N,2.119692°E | IPA-28702     | Plaça Prat de la Riba (Castellterçol) · Vegeu més fotos d'aquest monument · Carregueu una nova foto d'aquest monument                                  |
| Habitatge al carrer Hospital, 4                                               |               | Obra popular XVII                      | Castellterçol C. Hospital, 4                                   | 41° 45′ 09″ N, 2° 07′ 14″ E / 41.752500°N,2.120673°E | IPA-28703     | Habitatge al carrer Hospital, 4 (Castellterçol) · Vegeu més fotos d'aquest monument · Carregueu una nova foto d'aquest monument                        |
| Habitatge al carrer Josep Gallés, 22                                          |               | Obra popular XVII                      | Castellterçol C. Josep Gallés, 22-24                           | 41° 45′ 12″ N, 2° 07′ 15″ E / 41.753347°N,2.120806°E | IPA-28706     | Habitatge al carrer Josep Gallés, 22 (Castellterçol) · Vegeu més fotos d'aquest monument · Carregueu una nova foto d'aquest monument                   |
| Habitatge al carrer de Baix, 46                                               |               | Obra popular XVII                      | Castellterçol C. de Baix, 46                                   | 41° 45′ 06″ N, 2° 07′ 09″ E / 41.751741°N,2.119180°E | IPA-28707     | Habitatge al carrer de Baix, 46 (Castellterçol) · Vegeu més fotos d'aquest monument · Carregueu una nova foto d'aquest monument                        |
| Conjunt de tres cases unifamiliars al carrer Barcelona                        |               | Obra popular XVII                      | Castellterçol C. Barcelona, 9-19                               | 41° 45′ 07″ N, 2° 07′ 17″ E / 41.751920°N,2.121427°E | IPA-28708     | Conjunt de tres cases unifamiliars al carrer Barcelona (Castellterçol) · Vegeu més fotos d'aquest monument · Carregueu una nova foto d'aquest monument |
| Casal al carrer Josep Gallés, 11                                              |               | Obra popular XVII                      | Castellterçol C. Josep Gallés, 11                              | 41° 45′ 10″ N, 2° 07′ 15″ E / 41.752898°N,2.120921°E | IPA-28709     | Casal al carrer Josep Gallés, 11 (Castellterçol) · Vegeu més fotos d'aquest monument · Carregueu una nova foto d'aquest monument                       |
| Can Teuler                                                                    |               | Obra popular XVII                      | Castellterçol C. Sant Llogari, 28                              | 41° 45′ 03″ N, 2° 07′ 02″ E / 41.750906°N,2.117219°E | IPA-28710     | Can Teuler (Castellterçol) · Vegeu més fotos d'aquest monument · Carregueu una nova foto d'aquest monument                                             |
| Habitatge al carrer de Baix, 39                                               |               | Obra popular XVII                      | Castellterçol C. de Baix, 39                                   | 41° 45′ 06″ N, 2° 07′ 08″ E / 41.751640°N,2.119013°E | IPA-28711     | Habitatge al carrer de Baix, 39 (Castellterçol) · Vegeu més fotos d'aquest monument · Carregueu una nova foto d'aquest monument                        |
| Casa Planella, Casa Bricfeus o Casa Gallés                                    |               | Barroc XVII                            | Castellterçol C. Josep Gallés, 10-14                           | 41° 45′ 11″ N, 2° 07′ 15″ E / 41.752952°N,2.120968°E | IPA-28712     | Casa Planella (Castellterçol) · Vegeu més fotos d'aquest monument · Carregueu una nova foto d'aquest monument                                          |
| Can Padrós                                                                    |               | Obra popular XVII                      | Castellterçol C. Sant Francesc, 6                              | 41° 45′ 01″ N, 2° 07′ 00″ E / 41.750145°N,2.116628°E | IPA-28713     | Can Padrós (Castellterçol) · Vegeu més fotos d'aquest monument · Carregueu una nova foto d'aquest monument                                             |
| Habitatge al carrer Sant Llogari, 13                                          |               | Obra popular XVII                      | Castellterçol C. Sant Llogari, 13                              | 41° 45′ 04″ N, 2° 07′ 04″ E / 41.751055°N,2.117795°E | IPA-28714     | Habitatge al carrer Sant Llogari, 13 (Castellterçol) · Vegeu més fotos d'aquest monument · Carregueu una nova foto d'aquest monument                   |
| Habitatge al carrer del Nord, 8-10                                            |               | Obra popular XX                        | Castellterçol C. del Nord, 8-10 - c. Camp d'en Guàrdia, 45     | 41° 45′ 07″ N, 2° 07′ 06″ E / 41.751879°N,2.118445°E | IPA-28715     | Habitatge al carrer del Nord, 8-10 (Castellterçol) · Vegeu més fotos d'aquest monument · Carregueu una nova foto d'aquest monument                     |
| Habitatge al carrer Sant Llogari, 65                                          |               | Gòtic tardà, obra popular XVII         | Castellterçol C. Sant Llogari, 65-67                           | 41° 45′ 00″ N, 2° 06′ 57″ E / 41.749986°N,2.115825°E | IPA-28716     | Habitatge al carrer Sant Llogari, 65 (Castellterçol) · Vegeu més fotos d'aquest monument · Carregueu una nova foto d'aquest monument                   |
| Llinda de Can Carreras                                                        |               | Obra popular XVIII                     | Castellterçol C. Sant Llogari, 73-75                           | 41° 44′ 59″ N, 2° 06′ 55″ E / 41.749847°N,2.115394°E | IPA-28718     | Llinda de Can Carreras (Castellterçol) · Vegeu més fotos d'aquest monument · Carregueu una nova foto d'aquest monument                                 |
| Casa Datsira                                                                  |               | Obra popular XVIII                     | Castellterçol C. Josep Gallés, 26                              | 41° 45′ 12″ N, 2° 07′ 15″ E / 41.753410°N,2.120781°E | IPA-28719     | Casa Datsira (Castellterçol) · Vegeu més fotos d'aquest monument · Carregueu una nova foto d'aquest monument                                           |
| Can Vilanova                                                                  |               | Obra popular XVIII                     | Castellterçol C. Sant Llogari, 12                              | 41° 45′ 04″ N, 2° 07′ 04″ E / 41.751172°N,2.117877°E | IPA-28720     | Can Vilanova (Castellterçol) · Vegeu més fotos d'aquest monument · Carregueu una nova foto d'aquest monument                                           |
| Nau industrial Roger                                                          |               | Obra popular XIX Final                 | Castellterçol C. Josep Gallés, 39-49                           | 41° 45′ 14″ N, 2° 07′ 14″ E / 41.753994°N,2.120545°E | IPA-28722     | Nau industrial Roger (Castellterçol) · Vegeu més fotos d'aquest monument · Carregueu una nova foto d'aquest monument                                   |
| Nau industrial de Can Dugenie                                                 |               | Obra popular XX Inici                  | Castellterçol Ctra. de Granera, 28-30                          | 41° 45′ 00″ N, 2° 07′ 18″ E / 41.749902°N,2.121623°E | IPA-28723     | Nau industrial de Can Dugenie (Castellterçol) · Vegeu més fotos d'aquest monument · Carregueu una nova foto d'aquest monument                          |
| Nau industrial de Can Codina                                                  |               | Obra popular XIX                       | Castellterçol Ctra. de Granera, 31                             | 41° 44′ 59″ N, 2° 07′ 17″ E / 41.749643°N,2.121374°E | IPA-28724     | Nau industrial de Can Codina (Castellterçol) · Vegeu més fotos d'aquest monument · Carregueu una nova foto d'aquest monument                           |
| Casal Comes                                                                   |               | Eclecticisme XIX Final                 | Castellterçol C. Sant Llogari, 38-40                           | 41° 45′ 03″ N, 2° 07′ 01″ E / 41.750732°N,2.116825°E | IPA-28726     | Casal Comes (Castellterçol) · Vegeu més fotos d'aquest monument · Carregueu una nova foto d'aquest monument                                            |
| Can Posas, o Can Marsans                                                      |               | Noucentisme XX Inici                   | Castellterçol Pl. Prat de la Riba, 4-5                         | 41° 45′ 05″ N, 2° 07′ 11″ E / 41.751510°N,2.119677°E | IPA-28727     | Can Posas (Castellterçol) · Vegeu més fotos d'aquest monument · Carregueu una nova foto d'aquest monument                                              |
| Can Marsans                                                                   |               | Noucentisme XX Inici                   | Castellterçol Pl. Prat de la Riba, 6                           | 41° 45′ 05″ N, 2° 07′ 10″ E / 41.751483°N,2.119581°E | IPA-28728     | Can Marsans (Castellterçol) · Vegeu més fotos d'aquest monument · Carregueu una nova foto d'aquest monument                                            |
| Cafè de Dalt                                                                  |               | Eclecticisme XX Inici                  | Castellterçol C. del Mig, 9                                    | 41° 45′ 07″ N, 2° 07′ 14″ E / 41.751941°N,2.120609°E | IPA-28729     | Cafè de Dalt (Castellterçol) · Vegeu més fotos d'aquest monument · Carregueu una nova foto d'aquest monument                                           |
| Villa Orozco                                                                  |               | Noucentisme XX Inici                   | Castellterçol Pl. Jaume Carrera i Pujal, 6                     | 41° 45′ 08″ N, 2° 07′ 16″ E / 41.752340°N,2.120988°E | IPA-28731     | Villa Orozco (Castellterçol) · Vegeu més fotos d'aquest monument · Carregueu una nova foto d'aquest monument                                           |
| Can Jordà                                                                     |               | Eclecticisme XX Inici                  | Castellterçol Pl. del Dr. Fargas, 1                            | 41° 45′ 06″ N, 2° 07′ 13″ E / 41.751722°N,2.120323°E | IPA-28733     | Can Jordà (Castellterçol) · Vegeu més fotos d'aquest monument · Carregueu una nova foto d'aquest monument                                              |
| Can Canuto                                                                    |               | Noucentisme XX Inici                   | Castellterçol C. Barcelona, 57                                 | 41° 45′ 01″ N, 2° 07′ 22″ E / 41.750390°N,2.122771°E | IPA-28734     | Can Canuto (Castellterçol) · Vegeu més fotos d'aquest monument · Carregueu una nova foto d'aquest monument                                             |
| Torre dels Deus                                                               |               | Modernisme, noucentisme XX Inici       | Castellterçol C. Barcelona, 66 - ctra. Granera, 2-12           | 41° 45′ 01″ N, 2° 07′ 23″ E / 41.750204°N,2.123158°E | IPA-28735     | Torre dels Deus (Castellterçol) · Vegeu més fotos d'aquest monument · Carregueu una nova foto d'aquest monument                                        |
| Torre a la carretera de Granera, 119                                          |               | Noucentisme XX Inici                   | Castellterçol Ctra. de Granera, 119                            | 41° 44′ 56″ N, 2° 06′ 53″ E / 41.748942°N,2.114744°E | IPA-28737     | Carregueu una nova foto d'aquest monument |
| Habitatge al carrer Barcelona, 38-44                                          |               | Eclecticisme XX Inici                  | Castellterçol C. Barcelona, 38-44                              | 41° 45′ 03″ N, 2° 07′ 19″ E / 41.750852°N,2.121959°E | IPA-28738     | Habitatge al carrer Barcelona, 38-44 (Castellterçol) · Vegeu més fotos d'aquest monument · Carregueu una nova foto d'aquest monument                   |
| Cases unifamiliars al carrer Barcelona, 48-54                                 |               | Eclecticisme XX Inici                  | Castellterçol C. Barcelona, 48-50 i 52-54                      | 41° 45′ 02″ N, 2° 07′ 21″ E / 41.750514°N,2.122421°E | IPA-28739     | Cases unifamiliars al carrer Barcelona, 48-54 (Castellterçol) · Vegeu més fotos d'aquest monument · Carregueu una nova foto d'aquest monument          |
| Can Lleonart                                                                  |               | Noucentisme XX Inici                   | Castellterçol Pl. Tresserres, 4 - ptge. Nord 1-3               | 41° 45′ 05″ N, 2° 07′ 06″ E / 41.751518°N,2.118293°E | IPA-28740     | Can Lleonart (Castellterçol) · Vegeu més fotos d'aquest monument · Carregueu una nova foto d'aquest monument                                           |
| Casa unifamiliar al carrer Vic, 12                                            |               | Eclecticisme XX Inici                  | Castellterçol C. Vic, 12                                       | 41° 45′ 02″ N, 2° 07′ 16″ E / 41.750557°N,2.120977°E | IPA-28741     | Casa unifamiliar al carrer Vic, 12 (Castellterçol) · Vegeu més fotos d'aquest monument · Carregueu una nova foto d'aquest monument                     |
| Torre a la carretera de Granera, 70-82                                        |               | Noucentisme XX Inici                   | Castellterçol Ctra. de Granera, 70-82                          | 41° 45′ 00″ N, 2° 07′ 01″ E / 41.750072°N,2.117020°E | IPA-28742     | Torre a la carretera de Granera, 70-82 (Castellterçol) · Vegeu més fotos d'aquest monument · Carregueu una nova foto d'aquest monument                 |
| Casa unifamiliar al carrer Vic, 14                                            |               | Eclecticisme XX Inici                  | Castellterçol C. Vic, 14                                       | 41° 45′ 02″ N, 2° 07′ 16″ E / 41.750578°N,2.121058°E | IPA-28743     | Casa unifamiliar al carrer Vic, 14 (Castellterçol) · Vegeu més fotos d'aquest monument · Carregueu una nova foto d'aquest monument                     |
| Casa Oller                                                                    |               | Modernisme XX Inici                    | Castellterçol Av. Ramon Albó, 21                               | 41° 45′ 02″ N, 2° 07′ 09″ E / 41.750588°N,2.119208°E | IPA-28744     | Casa Oller (Castellterçol) · Vegeu més fotos d'aquest monument · Carregueu una nova foto d'aquest monument                                             |
| Grup Escolar Ramon Albó, escoles velles                                       |               | Noucentisme Lluís Bonet Garí XX Mitjan | Castellterçol Pl. dels Estudis, 6-9                            | 41° 44′ 58″ N, 2° 07′ 14″ E / 41.749509°N,2.120642°E | IPA-28745     | Grup Escolar Ramon Albó (Castellterçol) · Vegeu més fotos d'aquest monument · Carregueu una nova foto d'aquest monument                                |
| Poua de glaç del Vapor Vell                                                   |               | Obra popular XVII                      | Castellterçol                                                  | 41° 45′ 41″ N, 2° 07′ 23″ E / 41.761435°N,2.123084°E | IPA-28746     | Carregueu una nova foto d'aquest monument |
| Pou de glaç de la Font de la Vinyota                                          |               | Obra popular XVIII                     | Castellterçol Prop de la Font de la Vinyota                    | 41° 45′ 46″ N, 2° 07′ 41″ E / 41.762865°N,2.128093°E | IPA-28747     | Pou de glaç de la Font de la Vinyota (Castellterçol) · Vegeu més fotos d'aquest monument · Carregueu una nova foto d'aquest monument                   |
| Pou de glaç 1                                                                 |               | Obra popular XVII                      | Castellterçol                                                  | 41° 46′ 42″ N, 2° 06′ 01″ E / 41.778336°N,2.100331°E | IPA-28748     | Carregueu una nova foto d'aquest monument |
| Pou de glaç 2                                                                 |               | Obra popular XVII                      | Castellterçol                                                  | 41° 46′ 13″ N, 2° 06′ 42″ E / 41.770360°N,2.111782°E | IPA-28749     | Carregueu una nova foto d'aquest monument |
| Pou de glaç 3, o Pova                                                         |               | Obra popular XVII                      | Castellterçol                                                  | 41° 46′ 35″ N, 2° 06′ 23″ E / 41.776254°N,2.106413°E | IPA-28750     | Carregueu una nova foto d'aquest monument |
| Pou de glaç de la Ginebreda 1                                                 |               | Obra popular XVII                      | Castellterçol                                                  | 41° 45′ 59″ N, 2° 06′ 49″ E / 41.766415°N,2.113587°E | IPA-28751     | Carregueu una nova foto d'aquest monument |
| Pou de glaç de la Ginebreda 2                                                 |               | Obra popular XVII                      | Castellterçol                                                  | 41° 45′ 59″ N, 2° 06′ 49″ E / 41.766307°N,2.113613°E | IPA-28752     | Carregueu una nova foto d'aquest monument |
| Pou de glaç de la Ginebreda 3                                                 |               | Obra popular XVII                      | Castellterçol                                                  | 41° 45′ 58″ N, 2° 06′ 49″ E / 41.766204°N,2.113704°E | IPA-28753     | Carregueu una nova foto d'aquest monument |
| Poua de Cal Revetllat                                                         |               | Obra popular XVII                      | Castellterçol                                                  | 41° 44′ 37″ N, 2° 07′ 36″ E / 41.743624°N,2.126685°E | IPA-28754     | Poua de Cal Revetllat (Castellterçol) · Vegeu més fotos d'aquest monument · Carregueu una nova foto d'aquest monument                                  |
| Pou de glaç o la Poua de la Noguera                                           |               | Obra popular XVII                      | Castellterçol Ctra. Barcelona-Moià, km 27, a 20 m (enderrocat) |                                                      | IPA-29490     | Carregueu una nova foto d'aquest monument |
| Cases a la carretera de Granera, 18-24                                        |               | Noucentisme XX                         | Castellterçol Ctra. de Granera, 18-20 i 22-24                  | 41° 44′ 59″ N, 2° 07′ 20″ E / 41.749747°N,2.122287°E | IPA-30757     | Cases a la carretera de Granera, 18-24 (Castellterçol) · Vegeu més fotos d'aquest monument · Carregueu una nova foto d'aquest monument                 |
| Poua de glaç petita de la Font de la Vinyota                                  |               | Obra popular XVII                      | Castellterçol Font de la Vinyota                               | 41° 45′ 47″ N, 2° 07′ 41″ E / 41.762919°N,2.128062°E | IPA-32283     | Carregueu una nova foto d'aquest monument |
| Creu de terme                                                                 |               | Obra popular XX                        | Castellterçol Collet de Sant Fruitós                           | 41° 45′ 10″ N, 2° 06′ 33″ E / 41.752693°N,2.109057°E | IPA-32349     | Creu de terme (Castellterçol) · Vegeu més fotos d'aquest monument · Carregueu una nova foto d'aquest monument                                          |
| Pou de la Noguera - Font de l'Arç, o Pou de gel de la Noguera                 |               |                                        | Castellterçol                                                  |                                                      | IPA-41657     | Carregueu una nova foto d'aquest monument |
| Masia a Puig Oriol 1                                                          |               | Obra popular XVII                      | Castellterçol Puig Oriol                                       | 41° 44′ 46″ N, 2° 07′ 00″ E / 41.746083°N,2.116681°E | IPA-28755     | Carregueu una nova foto d'aquest monument |
| Masia a Puig Oriol 2                                                          |               | Obra popular XVIII                     | Castellterçol Puig Oriol                                       | 41° 44′ 46″ N, 2° 07′ 01″ E / 41.745973°N,2.116941°E | IPA-28756     | Carregueu una nova foto d'aquest monument |
| Molí Vell                                                                     |               | Obra popular                           | Castellterçol                                                  |                                                      | IPA-41669     | Carregueu una nova foto d'aquest monument |
| Rajoleria de la Noguera                                                       |               | Obra popular                           | Castellterçol                                                  |                                                      | IPA-41670     | Carregueu una nova foto d'aquest monument |